# Goniothalamus stenopetalus
Goniothalamus stenopetalus är en kirimojaväxtart som beskrevs av Otto Stapf. Goniothalamus stenopetalus ingår i släktet Goniothalamus och familjen kirimojaväxter. Inga underarter finns listade i Catalogue of Life.